# (9997) COBE
(9997) COBE est un astéroïde de la ceinture principale.

## Description
(9997) COBE est un astéroïde de la ceinture principale. Il fut découvert le 25 mars 1971 à l'Observatoire Palomar par Cornelis Johannes van Houten, Ingrid van Houten-Groeneveld et Tom Gehrels. Il présente une orbite caractérisée par un demi-grand axe de 2,55 UA, une excentricité de 0,11 et une inclinaison de 2,5° par rapport à l'écliptique.

## Compléments